# موشان درة
موشان‌ درة هي قرية في مقاطعة شاهين دج، إيران. عدد سكان هذه القرية هو 29 في سنة 2006.